# Асиевский, Эрнст Владимирович
Эрнст (Эрнест) Владимирович Асиевский (бел. Эрнст Уладзіміравіч Асіеўскі; 1939—2008) — советский и белорусский спортсмен и тренер по фехтованию; Заслуженный тренер Белорусской ССР (1971), Заслуженный тренер СССР (1975), Заслуженный деятель физической культуры Белорусской ССР (1979).

## Биография
Родился 19 июля 1939 года в Минске.
Окончил в 1961 году Белорусский институт физической культуры (ныне Белорусский государственный университет физической культуры). С 1965 года работал тренером по фехтованию ДЮСШ. С 1978 года — старший тренер по фехтованию Белорусского совета ДСО «Динамо». В 1992 года был тренером по фехтованию Объединённой команды на Олимпийских играх 1992 года.
Среди воспитанников Эрнста Асиевского — призёры Олимпийских игр Александр Романьков, Борис Корецкий, Владимир Лапицкий, чемпион Спартакиады народов СССР И. Толкачев.
Умер 7 июля 2008 года в Минске.